# 董集站
董集站位于江苏省连云港市灌云县小伊乡，是青盐铁路的一座越行站，也是该线与连镇客运专线的接轨站，不办理客运业务。
2015年，由于徐连客运专线方案暂未确定，连镇线引入连云港方案定为近期利用连盐线预留董集接轨站共线引入连云港站以节省投资，预留董集至连云港高速场的客车联络线。